# Ščitnica
Ščitnica, tudi tiroidna žleza (lat. Glandula thyr(e)oidea), je 
žleza z notranjim izločanjem (endokrina žleza) v vratu. Leži pred sapnikom. Je metuljaste oblike in sestoji iz mešičkov, napolnjenih s koloidom, ki izločajo hormona tiroksin in trijodtironin. Ta ščitnična hormona uravnavata rast in razvoj, zvečujeta porabo kisika in bazalno presnovo ter posegata v metabolizem ogljikovih hidratov, lipidov in beljakovin. Pospešujeta tudi delovanje srca. 
Kalcitonin proizvajajo tako imenovane kalcitoninske celice. Gre za hormon, ki je antagonist
parathormona. Sprošča ga zvišana koncentracija kalcijevih ionov v krvi.
Kalcitonin zavira aktivnost in nastanek novih osteoklastov, s tem zmanjšuje resorpcijo kosti, v ledvicah pa pospešuje izločanje kalcija in fosfatov ter znižuje koncentracijo kalcija in fosfatov v krvi.

## Embrionalni razvoj
Ščitnica izraste kot epitelijski endodermalni brstič iz dna žrela med tuberculum impar (prva medialna izboklina) in kopulo (druga medialna izboklina), na področju, kjer se kasneje pojavi foramen caecum linguae. Ščitnično tkivo raste navzdol pred škržnim črevesom in ostane povezano z jezikom z ozkim kanalom, tiroglosnim vodom (ductus thyroglossalis), ki kasneje izgine. Ščitnica doseže končno mesto pred sapnikom v 7. tednu razvoja in takrat sestoji iz mostička (isthmus) in dveh stranskih režnjev. Ščitnično tkivo sestoji iz mase endodermalnih celic, v katere je vdrl ožiljen mezenhim (embrionalno vezivo). V ščitnici se pojavijo prvi folikli s koloidom v 3. luninem mesecu
in žleza prične delovati. V ščitnico se naselijo še parafolikularne celice (celice C), ki izvirajo
iz ultimobranhialnega telesa.

## Anatomija
Ščitnica je parenhimasti organ, ki leži v bližini velikih vratnih žil, sapnika, požiralnika, sprednjih vratnih mišic in sternokleidomastoidne mišice. V horizontalni ravnini ima metuljasto obliko, lateralno od nje je skupna vratna odvodnica (skupna karotidna arterija), dorzalno sapnik in za njo požiralnik, ki pa se ob lateralnem položaju glave prikaže pod lobusom ščitnice. Ščitnični mešiček je osnovna funkcionalna enota ščitnice. Votlinico mešička obdaja enoplastni epitelij; v svetlini se nahaja koloid, ki vsebuje tiroglobulin , ki je jodiran glikoprotein in predstavlja zalogo ščitničnih hormonov.

## Endokrina funkcija
V ščitničnih mešičkih sta shranjena ščitnična hormona tiroksin (T4) in trijodtironin (T3), ki sta vezana na glikoprotein tiroglobulin. Za sintezo ščitničnih hormonov je neobhodno potreben jod, ki ga iz krvnega obtoka proti koncentracijskemu gradientu s pomočjo jodidne črpalke (Na/I-simporter) aktivno kopičijo folikelske celice. V celicah s pomočjo ščitnične peroksidaze poteka oksidacija jodida in jodiranje tirozilnih ostankov tiroglobulina. Nastala monojod- in dijodtirozin se nato, vezana na tiroglobulin, sklapljata v trijodtironin in tiroksin. V zadnji fazi lizosomske proteaze razrežejo tiroglobulin, pri čemer se sprostijo molekule ščitničnih hormonov, ki preko bazalne celične membrane preidejo v kri in se v veliki večini
vežejo na plazemske proteine, največ na proteine vežoči globulin, manj pa na prealbumin in albumin. Tkivom je dostopna samo nevezana frakcija hormonov. Za večino fizioloških učinkov na tkivih je odgovoren trijodtironin, ki večinoma (80 %) nastaja v perifernih tkivih z dejodiranjem tiroksina.
Trijodtironin in tirozin vplivata na:
- presnovo – trijodtironin izkazuje tri- do petkrat močnejši učinek na presnovne procese. Povzročata pospešeno presnovo ogljikovih hidratov, maščob in beljakovin.
- rast in razvoj – ščitnični hormoni so bistveni za rast in razvoj ter delujejo nanju preko neposrednih učinkov na celice ter posredno preko vplivanja na proizvodnjo rastnega hormona in na potenciranje njegovih učinkov.

## Patologija

### Motnje ščitnične funkcije
Motnje ščitnične funkcije so:
- hipertiroidizem – sindrom, ki se kaže s pospešeno presnovo, nemirom, motnjami srčnega ritma, potenjem, hujšanjem, tresenjem in je posledica izpostavljenosti tkiv čezmernim količinam ščitničnih hormonov in sposobnosti tkiv, da se na to odzovejo.[6] Obstaja več oblik hipertiroidizma, najpogostejši sta difuzna in nodularna golša;
- hipotiroidizem – zmanjšana funkcija ščitnice, pri odraslih pogostejša pri ženskah, ki se kaže v zmanjšani presnovi, utrujenosti, zaspanosti, občutljivosti za mraz in pri ženskah v menstruacijskih motnjah. Skrajna oblika bolezni je miksedem, pri otrocih pa lahko povzroči kretenizem.[7]
- netoksična golša – nastane zaradi prehranskega pomanjkanja joda, običajno ne povzroča hormonskih motenj.

Za zdravljenje hipotiroze se uporablja nadomestno zdravljenje s ščitničnimi hormoni, hipertiroza pa glede na vzrok (avtonomno tkivo v ščitnici, avtoimunska bolezen) zdravi najpogosteje bodisi z uporabo tirostatikov ali z uporabo radioaktivnega joda (131I).